# مؤسسة سلطان بن عبد العزيز آل سعود الخيرية
مؤسسة الأمير سلطان بن عبد العزيز آل سعود الخيرية، هيئة خيرية أسسها الأمير سلطان بن عبد العزيز بناء على أمر ملكي رقم صادر يوم 21 يناير 1995 الموافق 20 شعبان 1415 هـ. تنشط المؤسسة في تقديم الرعاية الصحية والاجتماعية للمسنين والتأهيل الشامل للمعوقين والأطفال ذوي الاحتياجات الخاصة من الجنسين، ونشر الوعي بمستلزمات الرعاية المنزلية والاجتماعية للمعاقين والمسنين، وتوفير الأجهزة التعويضية والمساندة التي تساعدهم على التكيف مع ظروفهم، ووضع كافة الإمكانات والوسائل المساعدة للتخفيف عن معاناتهم، علاوة على مشروعات الإسكان الخيرية وعدد من البرامج التعليمية والصحية الأخرى. فازت المؤسسة بجائز الملك فيصل العالمية لعام 1423 هـ / 2003م لخدمة الإسلام.

## مجلس الأمناء والهيئة الاستشارية
- خالد بن سلطان بن عبد العزيز آل سعود.
- فهد بن سلطان بن عبد العزيز آل سعود.
- بندر بن سلطان بن عبد العزيز آل سعود.
- فيصل بن سلطان بن عبد العزيز آل سعود.
- تركي بن سلطان بن عبد العزيز آل سعود.
- أحمد بن سلطان بن عبد العزيز آل سعود.[3]

## أهداف المؤسسة
- توفير الاجتماعية والرعاية الصحية، وكذلك تأهيل للأشخاص المعاقين وكبار السن.
- إنشاء مراكز لإعادة التأهيل والتمريض النقاهة لتوفير المتخصصة في الخدمات الطبية المتقدمة.
- المشاركة الفعالة بنشر الوعي بين المعاقين وكبار السن من التطبيقات المثلى من الرعاية في المنزل والمجتمع، وتعزيز الوعي من أعراض الخرف المبكر والإعاقة الجسدية والعقلية للحد من مضاعفاتها.
- توفير معدات الاستبدال إلى المحتاجين ومساعدتهم على الانخراط في المجتمع بشكل طبيعي.
- إجراء البحوث في مجال الأعمال الإنسانية الطبية بالتعاون مع مراكز البحوث الدولية.
- متابعة التطورات العلمية والتكنولوجية، مع إيلاء اهتمام خاص للمجالات المتعلقة بالطب والصحة.[4]

## مشاريعها
- إنشاء مدينة سلطان بن عبد العزيز للخدمات الإنسانية: وهي مؤسسة تأهيلية كبيرة تشتمل على مركز للفحوص الطبية يتبعه 18 غرفة عمليات، ومركز للتأهيل الطبي لذوي الاحتياجات الخاصة وكبار السن يشتمل على 400 سرير، ومركز لتنمية الأطفال المعاقين يستوعب عدداً كبيراً من الأطفال في آن واحد، ومركز للتدريب وعدد من العيادات الخارجية.
- تأسيس مشروعات الإسكان الخيري: وهي مشروعات تنموية متكاملة ومزوَّدة بالمرافق والخدمات التي يحتاج إليها الساكنون، وذلك في المنطقة الجنوبية، ومنطقة حائل، ومنطقة تبوك.
- إنشاء مركز سلطان بن عبد العزيز للعلوم والتقنية: وهو مشروع خيري مقام في المنطقة الشرقية يقرِّب المعارف وينشرها ويشجع الابتكارات العلمية والفنية.[5]
- إنشاء مركز الأمير سلطان بن عبد العزيز للنطق والسمع في البحرين: أُسس بالتعاون مع الجمعية البحرينية لتنمية الطفولة.
- إنشاء برامج الدراسات الإسلامية في الغرب: وتهدف إلى التعريف بالإسلام وحضارته. ومنها مركز الملك عبد العزيز لدراسة العلوم الإسلامية في جامعة بولونيا الإيطالية، وبرنامج سلطان بن عبد العزيز للدراسات العربية والإسلامية في جامعة كاليفورنيا في بيركلي بالولايات المتحدة.
- تقديم الدعم اللازم للدراسات الأكاديمية والتطبيقية المتصلة بالإعاقة والشيخوخة المبكِّرة وأمراضها ومعرفة أسبابها والعمل على تلافيها. الإنفاق على وجوه نشاط خيري كثيرة أخرى، داخل المملكة العربية السعودية وخارجها.[6]
- دعم اللغة العربية في منظمة الأمم المتحدة اليونسكو، واعتماد يوم 18 ديسمبر يوما عالمياً للغة العربية.[7]

## موارد المؤسسة
- الوصية المالية من الملوك والأمراء والأحفاد.
- الهدايا العينية.
- الدخل من العقارات المملوكة للمؤسسة.
- العوائد الاستثمارية من أموال المؤسسة.
- العوائد من استثمار الخدمات التي تقدمها.
- الهدايا والهبات والتبرعات والوصايا التي يتم قبولها بتوجيهات عليا.[8]

## انظر ايضاً
- سلطان بن عبدالعزيز
- مؤسسة الملك فيصل الخيرية
- مؤسسة الملك خالد الخيرية